# Kojkovice (Krásná Hora)
Kojkovice (německy Großkojkowitz) jsou malá vesnice, základní sídelní jednotka obce Krásná Hora v okrese Havlíčkův Brod v Kraji Vysočina. Nachází se asi 0,7 kilometru západně od Krásné Hory. V katastru osady se ještě nachází Svitálka a samota Křemen, které jsou u silnice III/34740 směrem k Lipnici nad Sázavou.

## Historie
Dříve byla osada nazývána Kojkovice Velké nebo také Kojkowice Weliké (Kojkovice Malé jsou dnešní Kojkovičky).
V roce 1307 se Kojkovice jako součást Heráleckého zboží staly biskupským majetkem.
Před rokem 1634 byly Kojkovice součástí lipnického panství, jehož majitelem byli Trčkové z Lípy. Po konfiskaci trčkovského majetku udělil dědičně císař Ferdinand II. Habsburský v roce 1636 toto panství včetně Kojkovic Matouši Vernierovi de Rougemont. V soupisu poddaných podle víry z roku 1651 žilo v Kojkovicích 24 lidí. Berní rula z roku 1654 zase uváděla, že v Kojkovicích byli čtyři hospodáři.
V roce 1843 je osada zmiňovaná jako součást lipnického panství se 137 obyvateli a 22 domy, majitelkou panství byla Josefina hraběnka z Trauttmansdorffu

## Přírodní poměry

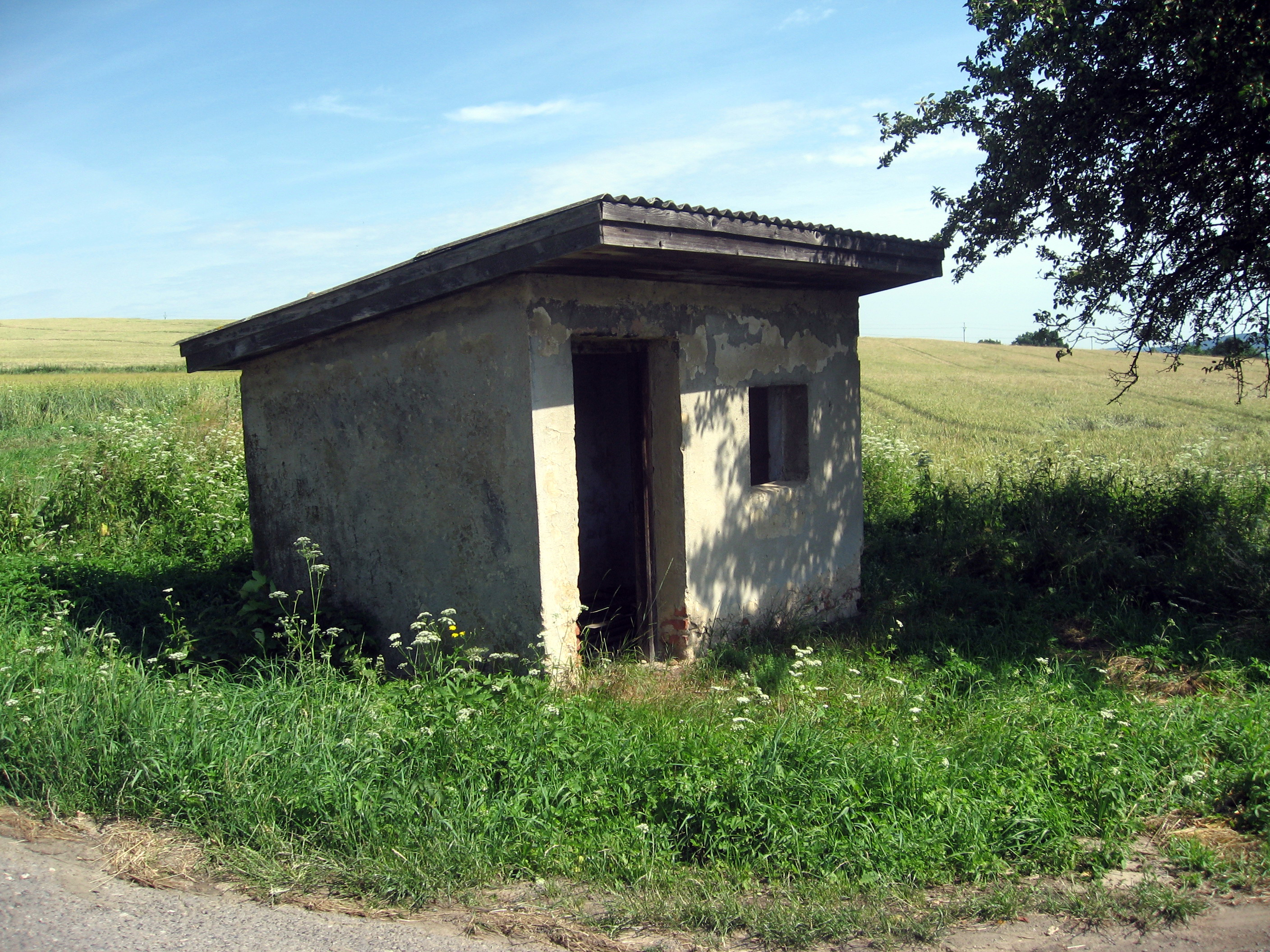
I u této autobusové zastávky se natáčel film Signál

Katastrální území Kojkovice má celkovou rozlohu 272,63 hektaru, většinu zabírá orná půda (119 hektarů) a lesní porosty (103 hektarů). Nejvyšším bodem je kopec západně od osady s nadmořskou výškou 513 metrů. Územím také protéká Křivoláčský potok a několik jeho bezejmenných přítoků. Geologické podloží Kojkovického katastru je převážně tvořeno granitem a pararulou, zčásti pak rulou a sedimenty.

## Obyvatelstvo
Je zde evidováno 28 adres. V roce 2011 zde trvale žilo 58 obyvatel.
| Rok  | Počet obyvatel | Počet domů | Poznámka |
| ---- | -------------- | ---------- | --- |
| 1651 | 24             | -          | Soupis poddaných podle víry z roku 1651 - Čáslavsko                                                          |
| 1654 | -              | 4          | Berní rula - Kraj Čáslavský                                                                                  |
| 1843 | 137            | 22         | [ 7 ] |
| 1850 | 170            | -          | Čáslavský kraj                                                                                               |
| 1869 | 169            | 24         | |
| 1880 | 166            | 25         | |
| 1890 | 170            | 26         | |
| 1900 | 171            | 27         | |
| 1910 | 166            | 27         | |
| 1921 | 168            | 25         | |
| 1930 | 156            | 26         | |
| 1950 | 106            | 24         | |
| 1961 | -              | -          | Sčítání v tomto roce nerozlišovalo osady Mozolov a Kojkovice, je uváděn pouze souhrnný údaj za Krásnou Horu. |
| 1970 | 79             | 23         | |
| 1980 | 67             | 21         | |
| 1991 | 53             | 24         | |
| 2001 | 56             | 26         | |
| 2011 | 58             | 28         | |
| 2021 | 46             | 28         | [ 13 ] |

## Obecní správa
V roce 1850 byly Kojkovice obcí, v roce 1855 spadala pod Čáslavský kraj a patříly k ní osady Svitálka (Křiwoláč) a Pazderna. V letech 1869–1929 byly Kojkovice osadou obce Volichov. V letech 1930–1959 byly Kojkovice opět samostatnou obcí. V roce 1960 byly Kojkovice připojeny ke Krásné Hoře.

## Pamětihodnosti a zajímavosti
- Kaple se zvoničkou na návsi[15]

V okolí osady se v roce 2011 natáčel film Signál (filmaři obec přejmenovali na Zálesí).

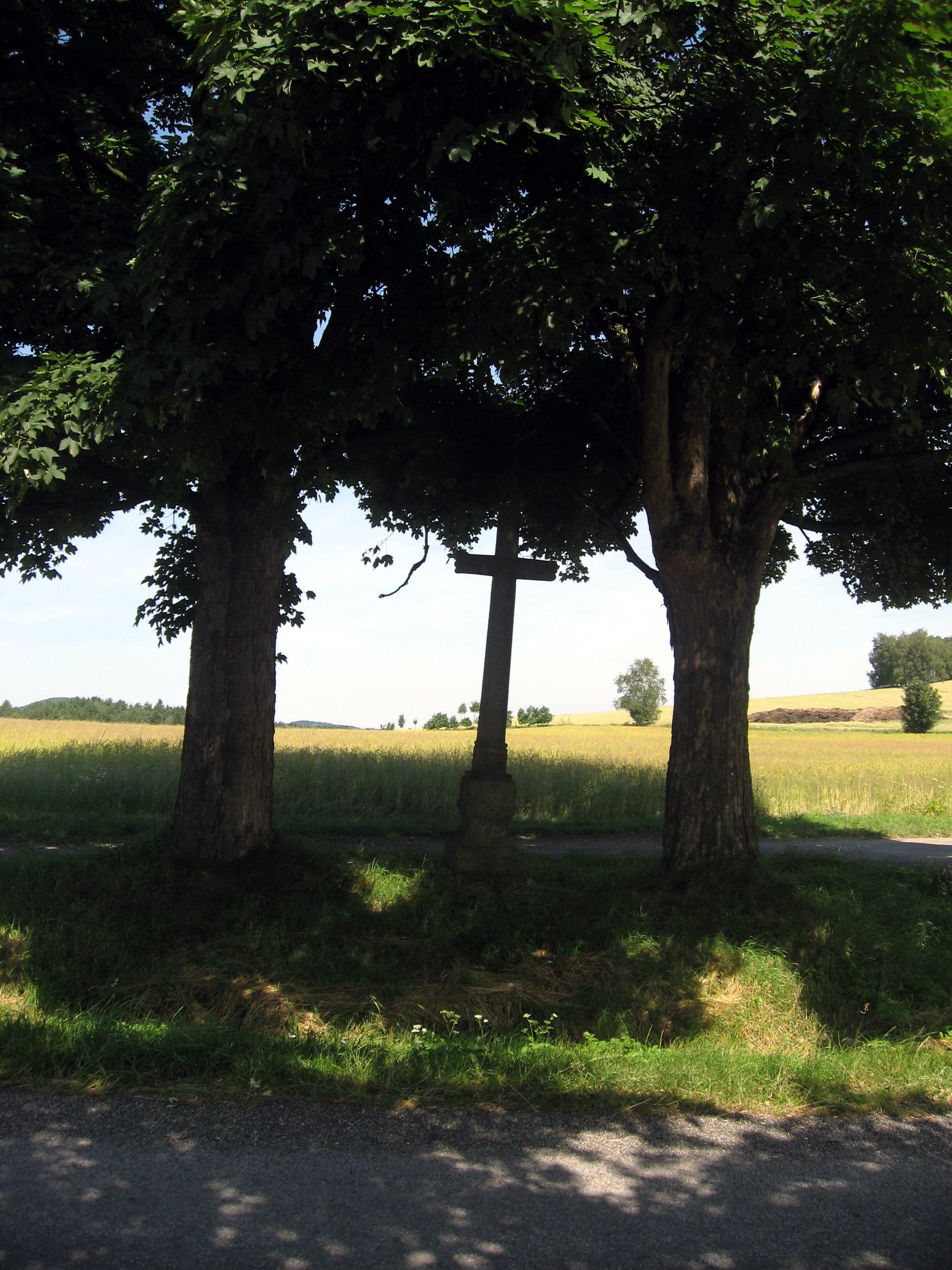
Kříž u Kojkovic
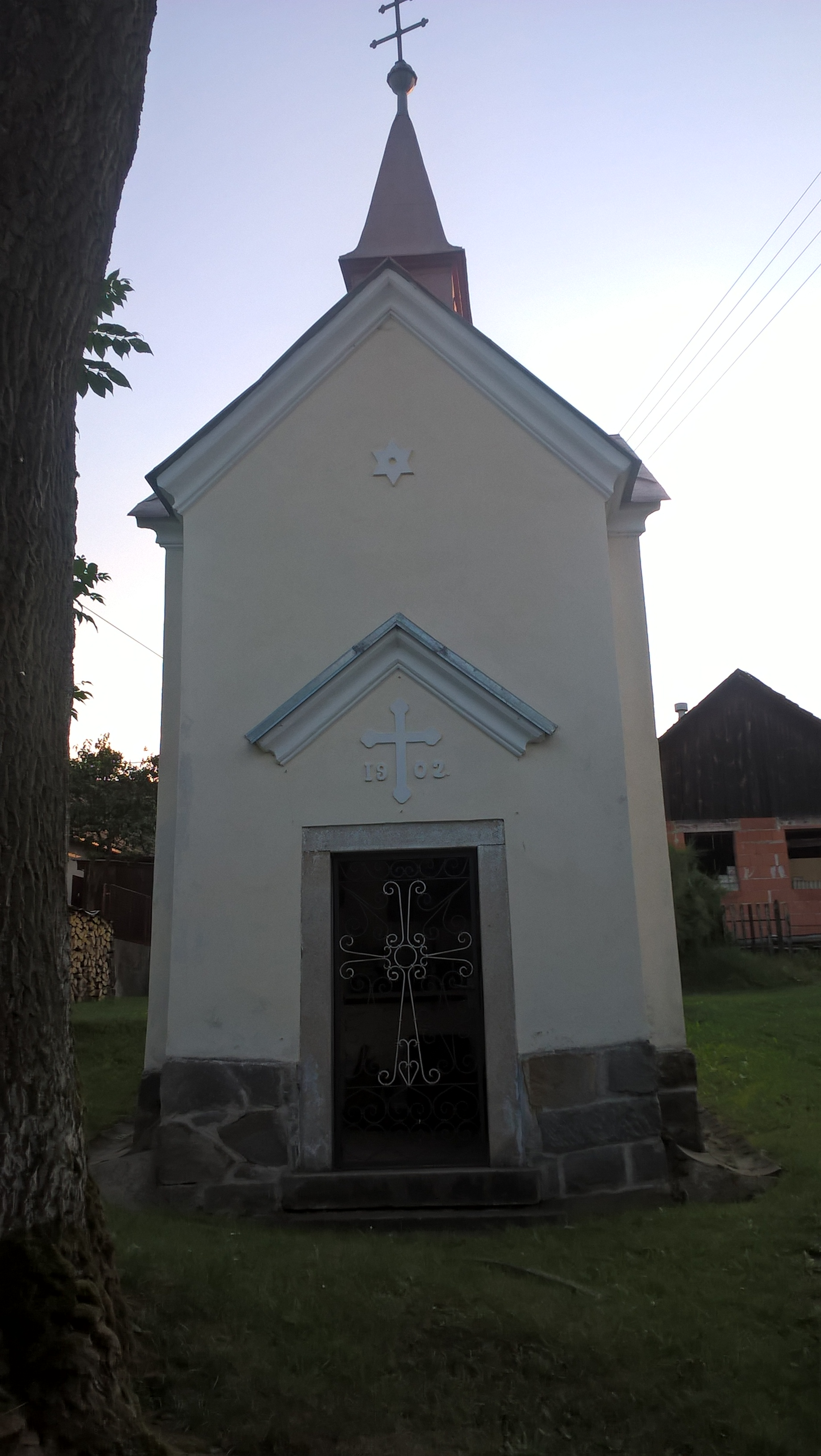
Kaplička na návsi